# Рамфотека
Рамфоте́ка (від дав.-гр. ῥάμφος — «дзьоб» та θήκη — «вмістилище») — роговий чохол, що прикриває дзьоб птахів.
У проксимальній частині наддзьобка у деяких птахів є восковиця. Зазвичай рамфотека суцільна, але у деяких птахів (баклани, пелікани, гуси, поморники, трубконосі) складається з окремих елементів. Рамфотека може нести різноманітні вирости, окремі або численні зубці, пластинки, які слугують для захоплення або подрібнення їжі, або для вбивання здобичі. Рамфотека постійно зношується та підростає; линяння рамфотеки зазвичай здійснюється злущуванням рогового шару, рідше вона відпадає повністю. У деяких птахів у шлюбний сезон роговий чохол наддзьобка змінюється («шлюбні» прикраси та вирості у тупиків та пелікана Pelecanus erythrorhynchus).